# Ninja: Shadow of Darkness
Ninja: Shadow of Darkness là một game thuộc thể loại hành động beat 'em up được hãng Core Design phát triển và Eidos Interactive phát hành cho hệ máy PlayStation vào năm 1998.

## Đón nhận
Trò chơi nhận được số điểm trung bình 66.00% tại GameRankings, dựa trên sự tổng hợp từ 8 bài đánh giá.